# Умберто Д.
Умберто Д.  је италијански неореалистички филм из 1952. у режији Виториа де Сике . Већина глумаца је била непрофесионална, укључујући Карла Батистија који игра главну улогу Умберта Доменика Ферарија, сиромашног старијег човека у Риму који очајнички покушава да задржи своју изнајмљену собу. Његова газдарица (Лина Геннари) га избацује, а његови једини прави пријатељи, кућна помоћница (Мариа-Пиа Цасилио ) и његов пас Флике (који се у неким верзијама филма назива Застава) су од мало помоћи.
Према Роберту Озборну из Turner Classic Movies, ово је био де Сикин омиљени од свих својих филмова. Филм је 2005. године уврштен у „100 филмова свих времена“ часописа TIMЕ.

## Радња
Полиција растера организоване уличне демонстрације старијих мушкараца који траже повећање својих скромних пензија. Један од учесника марша је Умберто Д. Ферари, пензионисани државни службеник.
Он се враћа у своју собу и открива да ју је газдарица изнајмила на сат времена љубавном пару. Она прети да ће га избацити крајем месеца ако не буде могао да плати заосталу кирију, петнаест хиљада лира. Ферари продаје сат и неке књиге, али успева да обезбеди само трећину износа. Газдарица одбија да прихвати делимично плаћање.
У међувремену, симпатична собарица се поверава Умберту да има своје проблеме. Трудна је у трећем месецу, али није сигурна који је од њена два љубавника (оба војника) отац, високи из Напуља или ниски из Фиренце.
Осећајући се болесно, Умберто бива примљен у болницу. Испоставило се да је упала крајника и након неколико дана је отпуштен. Када се врати у стан, затиче раднике који реновирају цео стан. Газдарица се удаје. Умбертова соба има рупу у зиду. Собарица му каже да је то због плана да постане део проширене дневне собе. Собарица се бринула о његовом псу по имену Флике, али су врата остала отворена и Флике је побегао.
Умберто жури у градски шинтерај. Лакнуло му је што је пронашао свог пса; међутим, када једном од својих пријатеља који има посао упути прикривену молбу за позајмицу, пријатељ одбија да га послуша. Неспособан да се натера да проси од странаца на улици, Умберто размишља о самоубиству, али зна да прво мора да види да је Флике збринут. Он спакује своје ствари и излази из стана. Његов опроштајни савет слушкињи је да се отараси дечка из Фиренце.
Умберто покушава да пронађе место за Флике, прво са паром који укрцава псе, а затим са малом девојком коју познаје, али је дадиља ове друге натера да врати пса. Флике иде да се игра са децом, а Умберто измиче, надајући се да ће га неко од њих усвојити. Упркос Умбертовом покушају да напусти Фликеа, пас га проналази како се крије испод пасареле. Коначно у очају, Умберто узима пса у наручје и одлази на железничку пругу док се јури воз приближава. Флике се уплаши, измигољи се и бежи. Умберто трчи за њим. Флике се у почетку опрезно крије, али на крају Умберто наговара Фликеа да се игра са шишарком. Још увек бескућник и скоро без новца, Умберто јури низ улицу у парку са својим псом.

## Глумачка подела
- Карло Батисти као Умберто Доменико Ферари
- Марија-Пија Касилио као Марија, собарица
- Лина Ђенари као Антонио Беллони, газдарица
- Илеана Симова као жена у Умбертовој соби
- Елена Реа као монахиња у болници
- Мемо Царотенуто као пацијент у болници
- Алберто Албари Барбиери као Антонијин пријатељ
- Наполеоне као Флике [некредитовано]

## Пријем
Де Сика је рекао да је филм био прилично непопуларан у Италији јер је настао у периоду после Другог светског рата када је земља тек стала на ноге. Сматрало се да су доживљавали Умберта Д. као превише критичног према постратном поносу који су покушавали да изазову у себи. Изазвао је такво противљење конзервативаца да је Ђулио Андреоти, министар надлежан за кинематографију у то време, објавио отворено писмо против де Сике, рекавши да ако би се филм перципирао као реалистичан приказ Италије средином двадесетог века, он „[би] учинио веома лошу услугу земљи“.
Међутим, филм је био прилично популаран у иностранству и филм је остао онај на који се редитељ највише поносио (чак је и посветио филм свом оцу).
У интервјуу у којем је разговарао о Дневнику сеоског свештеника, Психо и Грађанину Кејна, Ингмар Бергман је цитиран како је рекао: „Умберто Д. је... филм који сам гледао сто пута, а који можда највише волим.
Мартин Скорсезе га је уврстио на листу „39 најважнијих страних филмова за младог филмског ствараоца“.
Роџер Иберт је укључио филм у свој избор сјајних филмова, написавши да је „ Умберто Д (1952) Виторија Де Сике прича о борби старца да не падне из сиромаштва у срамоту. Можда је то најбољи од италијанских неореалистичких филмова – онај који је најједноставнији сам по себи, и не посеже за ефектима или напрезањем да јасно пренесе своју поруку.”

## Награде и номинације
- Виторио де Сика био је номинован за Гран при на Филмском фестивалу у Кану 1952. г.[7]
- 1955. Награда круга филмских критичара Њујорка за најбољи страни филм
- Чезаре Заватини је номинован за Оскара за најбољу причу на 29. додели Оскара 1957.

## Римејк
Француски римејк под насловом Човек и његов пас премијерно је приказан 2008.
Филм је режирао Френсис Хастер, косценаристе је Хустер и Мјуријел Магелан, а главну улогу игра Жан-Пол Белмондо у својој првој улози после седам година.